# Histoire de Neuchâtel Xamax FCS
L'histoire de Neuchâtel Xamax FCS débute au début du XXe siècle lorsque de jeunes étudiants dont le plus jeune Max Abegglen surnommé « Xam », qui a donné son surnom et son prénom à Xamax, cherchent à créer un club de football pour jouer face à des adversaires hors de leur collège.

L'écusson actuel de Neuchâtel Xamax FCS.

Après avoir été créé en 1895, le Football Club Neuchâtel fusionne avec le FC Vignoble pour devenir en 1906, le Football Club Cantonal Neuchâtel. Six ans plus tard, en 1912, c'est au tour du Football Club Xamax d'être créé. Les deux clubs fusionnent en 1970, devenant le Neuchâtel Xamax, club qui fera faillite en 2012. Neuchâtel Xamax FCS naîtra en 2013 par la fusion de Neuchâtel Xamax 1912 et du FC Serrières.

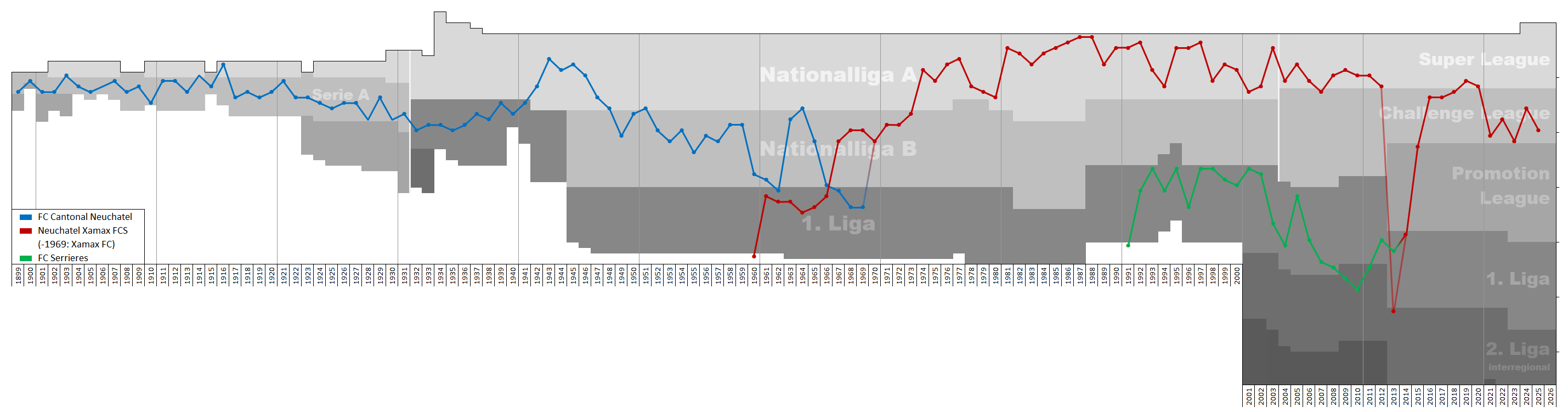
Évolution du club par période.

## FC Neuchâtel (1895-1906)

### Premier club romand en Série A (1895-1906)
En 1895, après la dissolution de Neuchâtel Rovers FC, des neuchâtelois créent le FC Neuchâtel. Il joue pour la première fois en Série A lors de la saison 1898-1899 durant laquelle il perd 0-2 face à Yverdon-Sport Football Club.
Pendant la saison 1902-1903, le FC Neuchâtel participe pour la première fois aux finales du championnat. Après s'être incliné 0-5 face aux BSC Young Boys, il termine vice-champion du championnat, à égalité avec le FC Zürich.

## FC Cantonal Neuchâtel (1906-1970)

### Fusion, consécration et exploit (1906-1970)
Le 4 septembre 1906, le Football Club Vignoble et le FC Neuchâtel fusionnent pour donner naissance au FC Cantonal Neuchâtel.

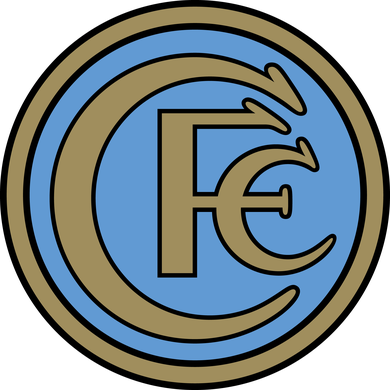
Le logo du FC Cantonal Neuchâtel.

Dès sa création, le club joue en Série A et devient, le 25 juin 1916, champion de Suisse après avoir gagné face aux Old Boys de Bâle 5 à 1.
Le 6 septembre 1924, le club inaugure le stade de la Maladière sous forme de tournoi opposant les Young Fellows de Zürich, les Young Boys de Berne, le Servette FC de Genève et le FC Cantonal Neuchâtel.

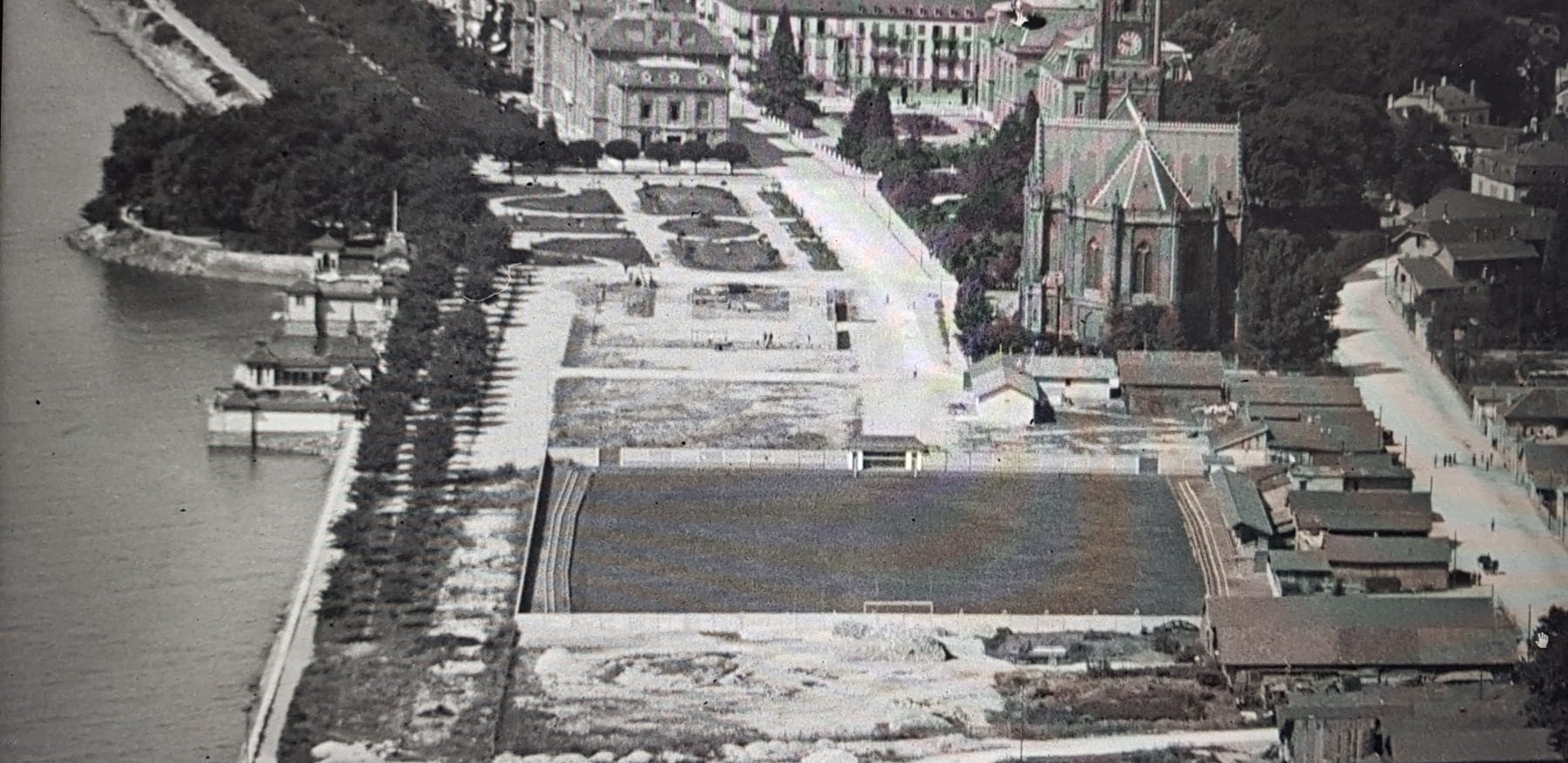
Le stade de la Maladière en 1930.

Le 18 mai 1950, le FC Cantonal Neuchâtel perd la finale de la Coupe de Suisse de football, se jouant au stade du Wankdorf, face au Lausanne-Sport (score final 0-4). La finale avait été jouée un mois auparavant, mais le score avait été de 1-1 après prolongations.

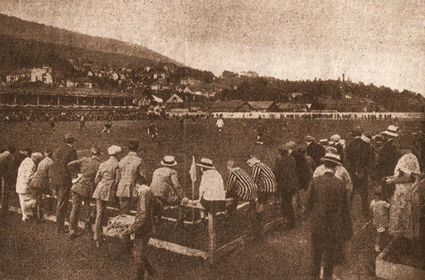
Le stade de la Maladière vers les années 1950.

Lors de son existence, le FC Cantonal Neuchâtel, n'est jamais descendu en dessous de la deuxième division suisse de football.
Le 30 juin 1969, le FC Cantonal Neuchâtel et dix autres clubs de la ville de Neuchâtel s'unissent sous le nom de Neuchâtel-Sport.

## FC Xamax (1912-1970)

### Genèse (1912-1943)
Aux alentours des années 1910, une équipe d'étudiants organise des matches de football, dans la cour du collège latin, le lieu où ils étudient, puis sur le terrain du Mail, à Neuchâtel. Entre 1912 et 1916, sous l'impulsion de Max Abegglen, ils décident de se structurer, afin de pouvoir jouer face à d'autres adversaires. La première assemblée générale se déroula, donc, le mardi 17 mai 1916, lors duquel ils décident de donner le nom de FC Xamax, à leur nouveau club. Xamax reprend le surnom et le prénom du plus jeune de l'équipe (Max Abegglen).

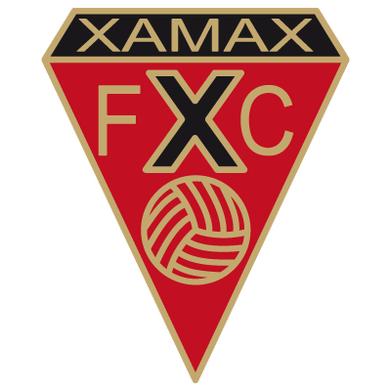
Le logo du FC Xamax jusqu'à sa fusion avec le FC Cantonal Neuchâtel.

Un mois plus tard, le 16 juin 1916, le FC Xamax joue son premier match face au FC Columbia, à Colombier et le gagne 11 à 1.

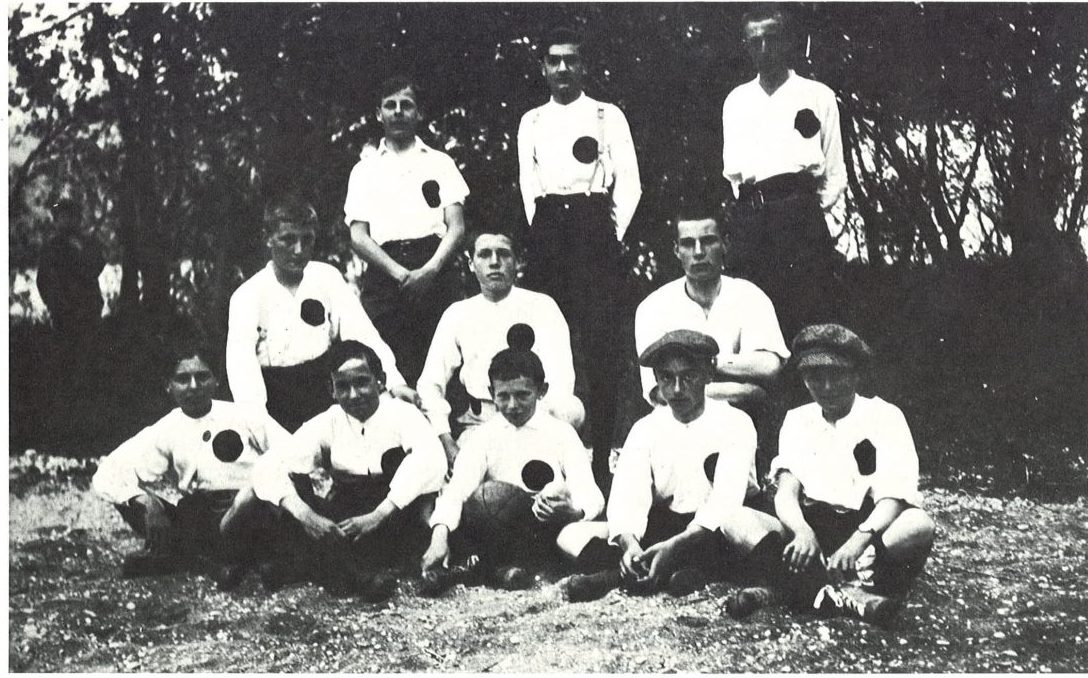
L'équipe du FC Xamax, vers les années 1920.

Pendant les années 1920, le club construit son propre terrain, à Marin. À cause du manque de matérielle et de terrain, et malgré une fusion avec le FC Recordham de Colombier afin de pouvoir bénéficier du terrain des Allées, le club arrête la compétition. En 1927, il recommence la compétition en alignant plusieurs victoires, les menant en 2e ligue dès 1934. Malheureusement, c’est à nouveau un manque de terrain qui obligera le club à cesser son activité en 1943.

### Après-guerre (1943-1970)
En 1953, le club est repris par Roger Facchinetti, surnommé « Galette ». Après avoir recommencer en 4e ligue lors de la saison 1953-54, le FC Xamax est promu l'année suivante en 3e ligue, puis en 2e ligue durant la saison 1954-55, lors de laquelle, le club eût marqué 139 buts pour 9 encaissés.

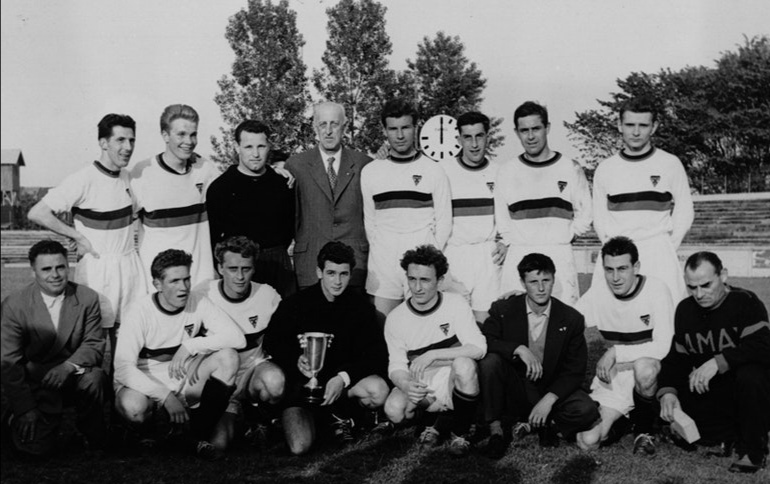
L'équipe du FC Xamax, vers les années 1965.

À la fin de la saison 1959-1960, le FC Xamax est promu en 1re ligue, puis 6 ans plus tard, le 26 juin 1966, il accède à la ligue nationale B,.

## Neuchâtel Xamax (1970-2012)

### Naissance de Neuchâtel Xamax (1970-1986)
Fin des années 1960, les problèmes de terrain subsistent, donnant lieu à des discussions entre le FC Xamax et le FC Cantonal Neuchâtel.
Le 16 juin 1970, les deux clubs se réunissent, faisant naître Neuchâtel Xamax.
Gabriel Monachon, le médiateur  des négociations, est nommé président de Neuchâtel Xamax et Gilbert Facchinetti, le neveu de Roger Facchinetti, directeur sportif.
Au milieu des années 1970, au terme de la saison 1972-73 le club accède à la Ligue Nationale A. Neuchâtel Xamax termine alors sa première saison à la 7e place et atteint la finale de la coupe, perdue contre le FC Sion.

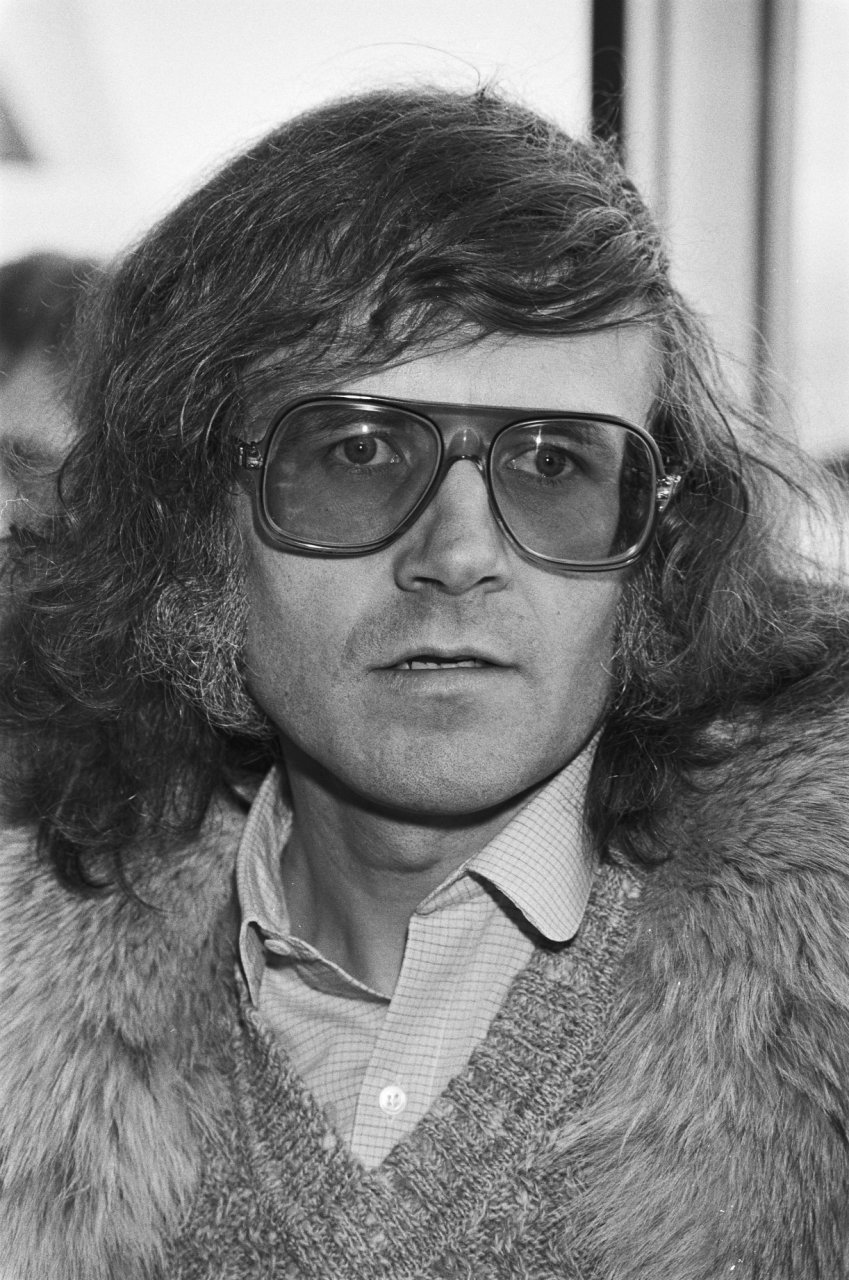
Gilbert Gress en 1980.

Pendant les années 1970, l'équipe termine entre le milieu et le bas du classement de la ligue national A. Les joueurs de football, les plus connus, sont Gilbert Gress, entraîneur-joueur entre 1975 et 1977, Michel Decastel pendant la saison 1978-79, Hans-Peter Zaugg, Christian Gross et Christian Constantin, entraînés par Erich Vogel. En 1979, Gilbert Facchinetti devient le président du club.

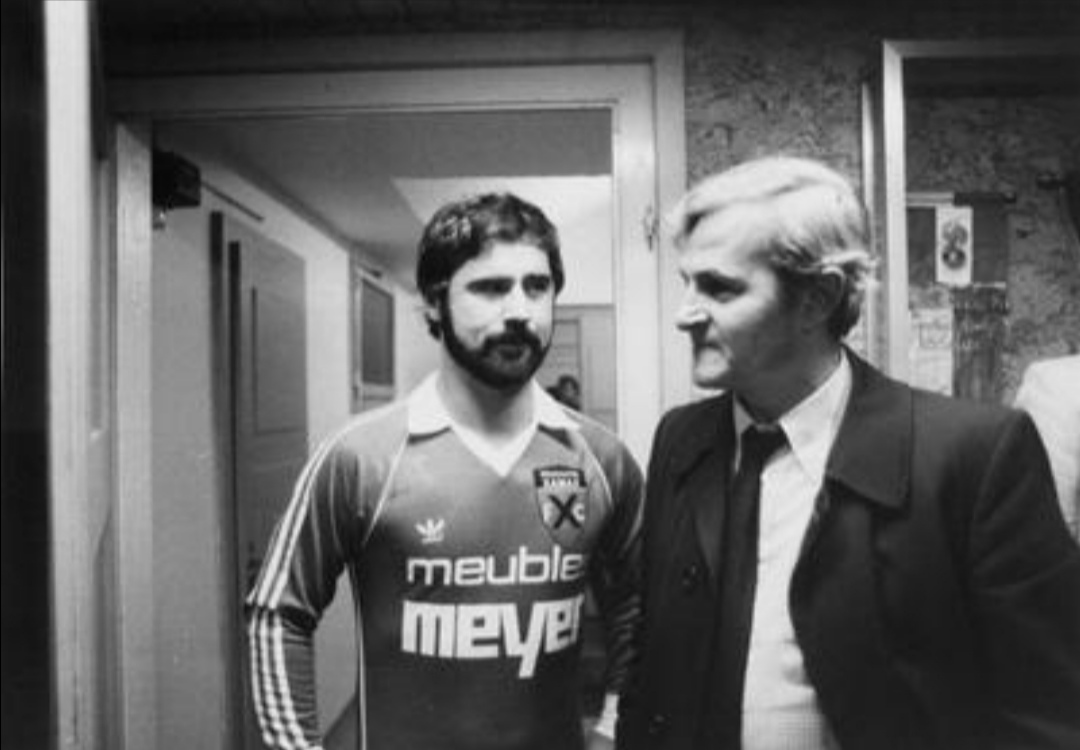
Gerd Müller, sous les couleurs xamaxiennes et Lev Mantula, lors d'un match amical face à la Tchécoslovaquie, le 1 novembre 1979.

Lors du championnat 1980-81, l'équipe prend la 3e place du championnat et se qualifie pour la coupe UEFA. Cette année, Gilbert Gress revient au poste d’entraineur et Neuchâtel Xamax gagne ses 3 premières confrontations, en Coupe de l'UEFA, face au Sparta Prague (6-3 au total), à Malmö (2-0 au total) et au Sporting Lisbonne (1-0 au total), avant de perdre en quarts de finale contre le FC Hambourg (2-3), finaliste de cette même coupe.
Lors de la saison 1984-85, Neuchâtel Xamax termine le championnat à la 3e place du classement, il perd en finale de la coupe contre le FC Aarau et est éliminé au premier tour de la coupe UEFA contre l’Olympiakos Pirée (score final 2-3).
Ueli Stielike arrive en provenance du Real Madrid, durant la saison 1985-86, dans le contingent composé de joueurs tels que Engel, Hermann, Don Givens, Perret, Mottiez, Ryf et Lüthi. L’équipe atteint pour la deuxième fois de son histoire les quarts de finale de la coupe UEFA lors desquels, elle perd 2-3, face au Real Madrid, malgré une victoire par 2-0 au stade de la Maladière, devant près de 25 500 spectateurs. Elle arrive à la deuxième place du championnat avec 2 points de moins que le premier.

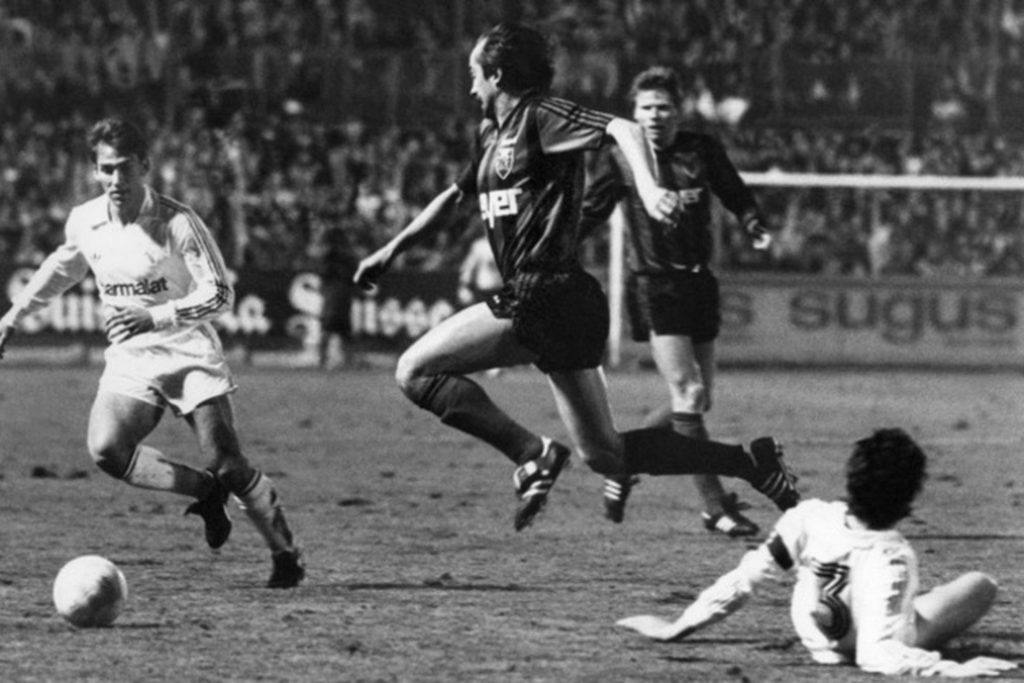
Uli Stielike, sous les couleurs xamaxiennes, lors des quarts de finale de la coupe UEFA 1985-1986 face au Real Madrid, le 19 mars 1986.

### Consécration (1986-1998)
Lors de la saison 1986-87, Neuchâtel Xamax devient champion de Suisse avec 5 points d’avance sur le deuxième. La victoire finale sera assistée de plus de 20 000 spectateurs, contre le FC Aarau, le titre ayant été acquis lors du match précédent (score final 1-1) face à Lausanne. La saison qui suit, le club remporte son deuxième titre national (1987-88), dans le dernier match avec une victoire au stade de la Maladière et perd en huitièmes de finale de la coupe des clubs champions européens après s’être imposé contre le Bayern Munich par 2-1 à domicile et avoir perdu par 0-2 à L’Olympiastadion.
Les 2 saisons suivantes, le club annonce le départ de Gilbert Gress et l’arrivée de Roy Hodgson. Il finit, les 2 fois, dans le milieu de classement du championnat et perd sa troisième finale de coupe face à Grasshoppers. En huitièmes de finale de la coupe des clubs champions européens de 1988-1989, le club perd 3-5 score final face à Galatasaray. Trois ans plus tard, en coupe UEFA 1991-1992, Neuchâtel Xamax, gagne face au Celtic de Glasgow 5-1, à la Maladière, dont quatre buts inscrit par le surnommé « Papin africain » (Hossam Hassan). Le huitième de finale qui s'ensuit est la retrouvaille avec le Real de Madrid. Neuchâtel Xamax victorieux à l'aller (1 à 0 à Neuchâtel), perd le match retour (0-0 à la mi-temps, au Santiago Bernabéu, puis 4-0, à la fin du match).

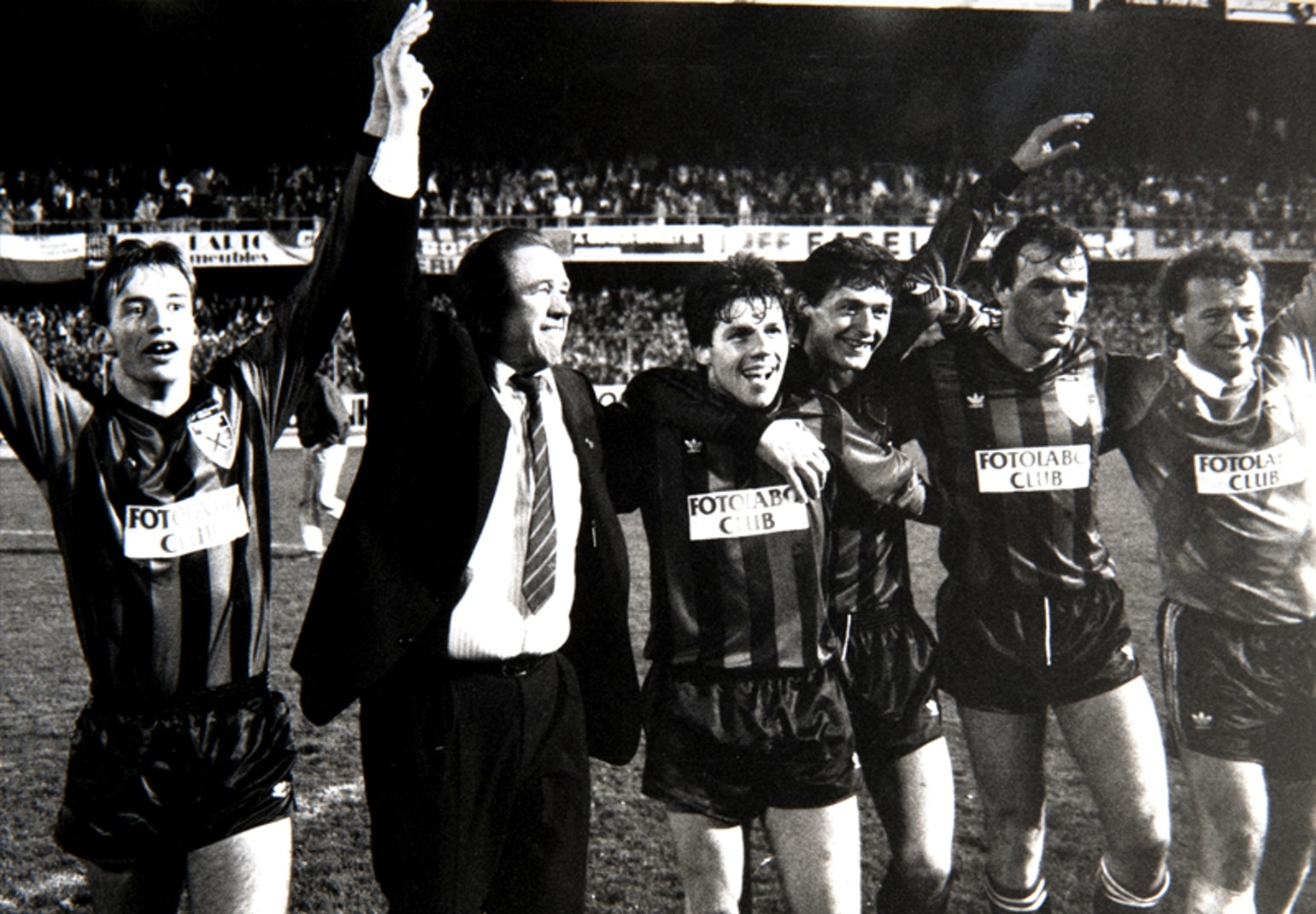
Neuchâtel Xamax avec son président Gilbert Facchinetti, lors de sa victoire face à Galatasaray au stade de la Maladière, le 26 octobre 1988.

Roy Hodgson appelé en 1992 à entraîner l’équipe nationale suisse à plein temps, Neuchâtel Xamax procède à un échange avec Ueli Stielike, l'entraîneur de la Suisse, après que Roy Hodgson ait entraîné les deux équipes durant quelques mois. Début 1992, Stéphane Henchoz, futur défenseur de Hambourg et Liverpool, effectue ses tout débuts au sein du club.

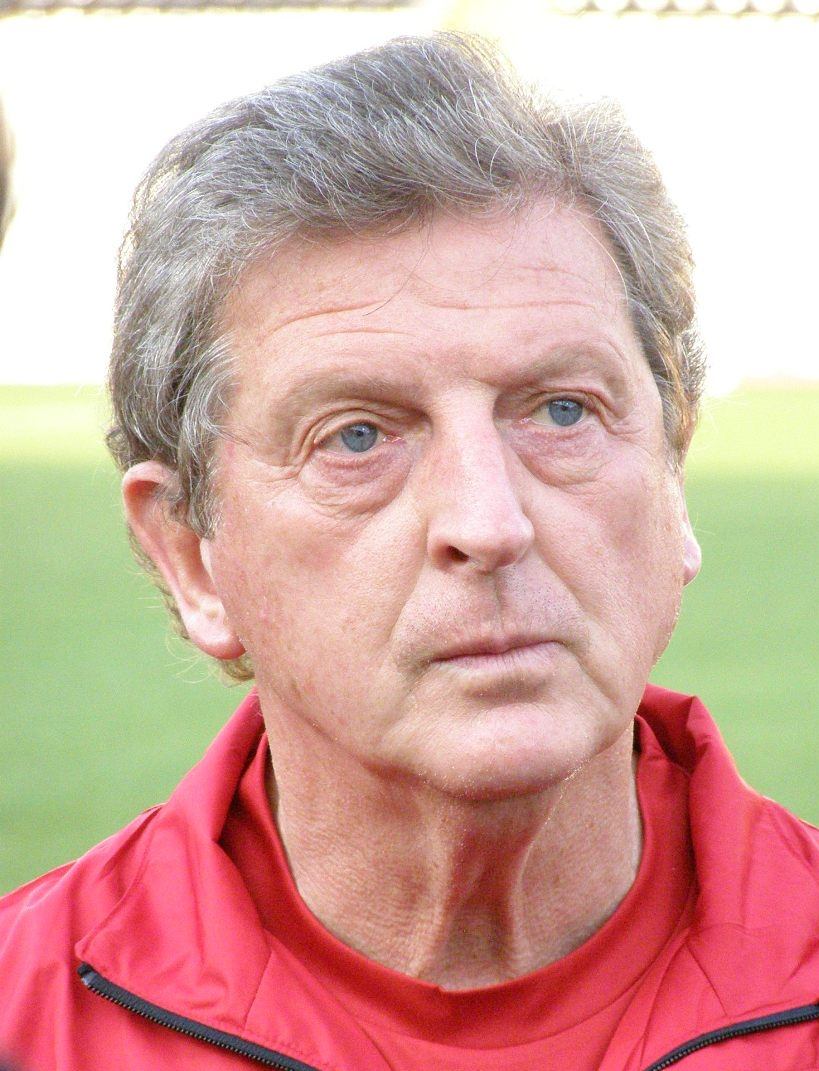
Roy Hodgson en 2009.

En 1994, Gilbert Gress fait son retour à la tête de l’équipe neuchâteloise et Xamax, retrouve les compétitions européennes et finit deuxième du championnat suisse de 1996-97. En Coupe UEFA 1995-1996 et 1996-1997, il élimine l’Étoile rouge Belgrade et le Dynamo Kiev, puis à la coupe UEFA 1997-1998 doit concéder sa première défaite européenne à domicile par 0-2 contre l’Inter de Milan, ceci après 28 rondes sans défaite en coupe d’Europe, à domicile. Cette même saison sera la dernière pour Gilbert Gress qui quitte son poste.

### La stabilité et un nouveau stade (1998-2011)
Alain Geiger devient entraîneur en 1998 mais, contraint par des finances de plus en plus maigres, se lance dans un long travail de formation de jeunes joueurs. Le club reste stable pendant 2 saisons (1998-99 et 1999-2000), mais est condamné deux saisons d’affilée à passer la moitié de l’année à disputer le tour contre la relégation. Mais les incertitudes quant à l’avenir sportif et surtout financier du club sont de plus en plus présentes dans les médias et des rumeurs de reprise du club par des investisseurs étrangers également.
En juillet 2002 Claude Ryf remplace Alain Geiger, lui aussi un héros du club. Ce dernier, poursuivant la politique formatrice de son prédécesseur obtint des résultats positifs, Neuchâtel Xamax termine 3e du championnat, à 21 et 22 points de Grasshoppers et Bâle. Cette fin de saison 2002-03 se produit également la 4e défaite de Neuchâtel Xamax en finale de coupe par 6-0 contre le FC Bâle au Stade Saint-Jacques.
Pendant la saison 2003-2004, une sortie en coupe UEFA face à l’AJ Auxerre précéda une série de défaites et matchs nuls, de manque de financement, de rumeurs quant à un repreneur du club et d'un stade qui ne répond plus aux normes UEFA et ASF. La ville de Neuchâtel, à qui appartient le stade de la Maladière, parvient à un accord avec une entreprise générale afin d’obtenir la construction d’un nouveau stade de la Maladière.

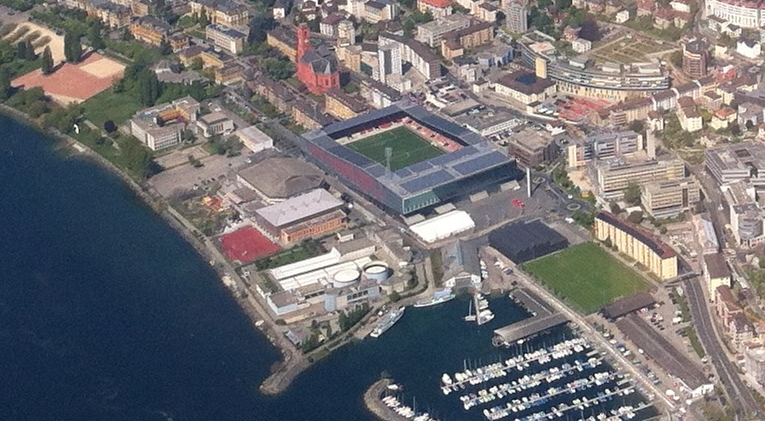
Le nouveau complexe sportif de La Maladière.

En 2003, Gilbert Facchinetti, le président de Xamax qui aura passé 24 ans à la tête du club cède ce dernier à l’investisseur français Alain Pedretti.
Les finances et la situation sportive étant mauvaise, Alain Pedretti, malgré une minorité de pour, parvient à prendre une prise de participation dans le capital de la société anonyme du club, affichant des ambitions sportives pour Neuchâtel Xamax. Pedretti écarte Ryf, après plusieurs mauvais résultats, et place René Lobello et Christophe Moulin à la tête de l’équipe. Neuchâtel Xamax sauve sa place dans la ligue nationale A, dans un match de barrage, le dernier à la vieille Maladière, gagné 2-0, 1-2 contre le FC Vaduz.
Dès juillet 2004, Neuchâtel Xamax joue au stade de la Charrière, à la Chaux-de-Fonds, pendant 3 ans, durant la construction du nouveau stade, qui ouvre au printemps 2007.
Fin 2004, malgré une assemblée générale de réconciliation entre les actionnaires Fachinetti et Pedretti, une tension s'installe et Gianni Della Casa, le manager du club, s’en va au FC Sion.  Le 27 juin 2005, une nouvelle équipe au Conseil d’administration est nommée et Sylvio Bernasconi devient le président du club.
Début 2005, René Lobello  démissionne et Alain Geiger est appelé à la tête de l'équipe. L’équipe termine la saison au 6e rang, et se qualifie pour la coupe Intertoto.
Après une dizaine de matches dans le championnat de Suisse 2005-06, Miroslav Blazevic, 3e de la Coupe du Monde 1998 en tant qu'entraîneur avec l'Équipe de Croatie de football, remplace Alain Geiger.
À la fin de la saison 2005-06, Neuchâtel Xamax finit 9e du championnat, à 1 point de la 8e place. Il affronte donc le FC Sion en match de barrage. Alors que le match aller, à l'extérieur, se termine sur un score de 0-0, le match retour est une défaite de 0-3, qui fait relégué le club en ligue nationale B. La première fois de 33 années de présence discontinue en 1re division Suisse. Malgré une déception énorme, la perspective d’un avenir meilleur fait son effet dans le club.

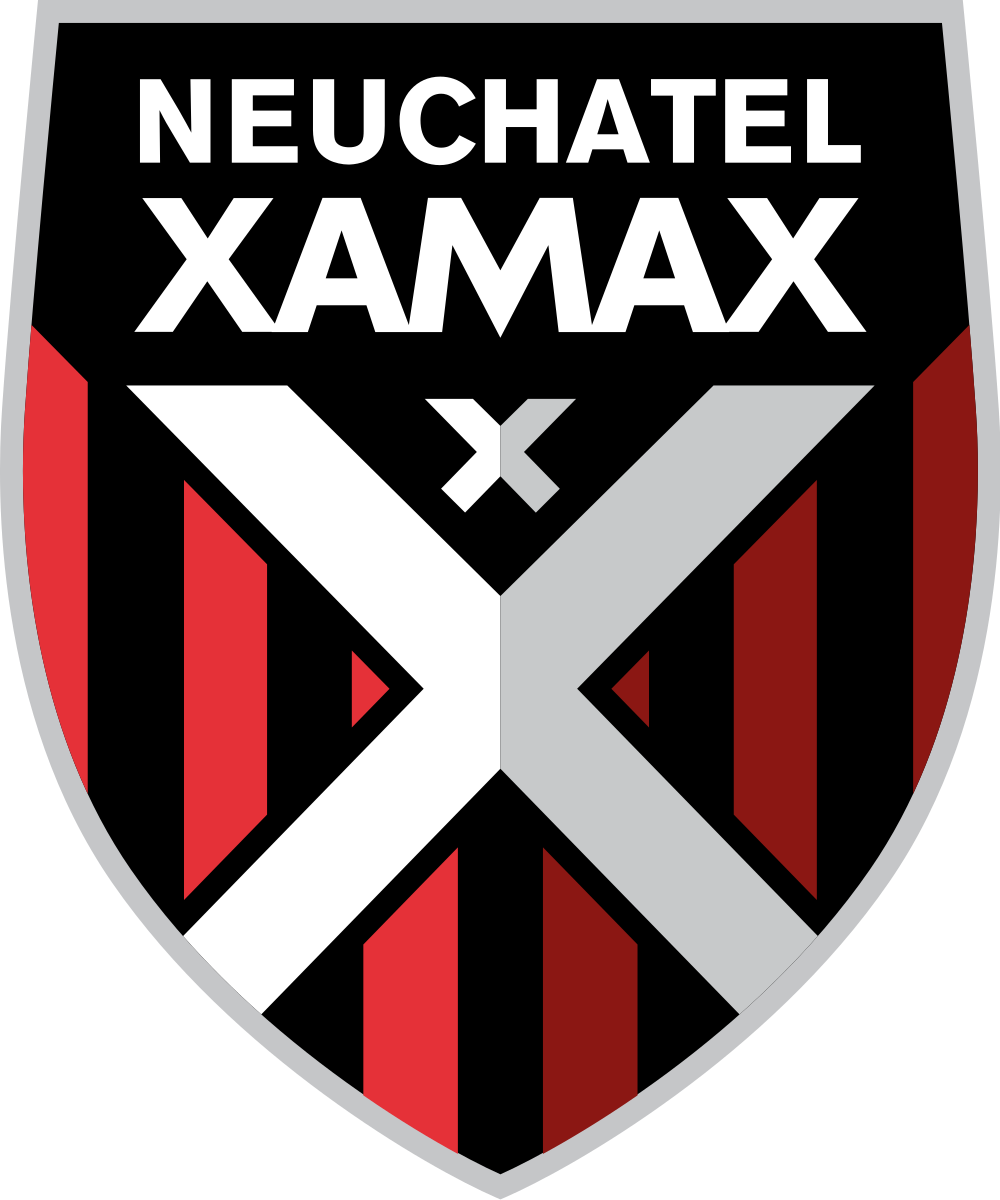
Le logo de Neuchâtel Xamax entre 2006 et 2011.

Fin mai 2006, le contrat de Miroslav Blazevic n'est pas reconduit et Gérard Castella est intronisé entraineur. Pendant la saison 2006-07, seule une moitié de l’équipe de la saison précédente est conservée, auxquels des renforts sont venus s’ajouter afin de viser l’objectif de Neuchâtel Xamax, durant cette saison : la remontée immédiate.

### La faillite de Neuchâtel Xamax (2011-2012)
Début mai 2011, Sylvio Bernasconi, le président du club, vend ses actions à Bulat Chagaev, un citoyen russe d’origine tchétchène, qui devient ainsi le nouveau propriétaire. L’ancien footballeur russe Andreï Rudakov est nommé président du club le 12 mai 2011 lors de l’assemblée générale du club.
Inculpé de gestion déloyale, Bulat Chagaev est placé en détention provisoire le 26 janvier 2012. Le vice-président de Xamax, Islam Satujev, est également inculpé pour gestion déloyale et emprisonné à Neuchâtel le 26 janvier 2012.
En février 2012, la presse révèle que les dirigeants de Xamax subventionnaient des associations islamiques.
La licence de Neuchâtel Xamax FC est retirée avec effet immédiat le 18 janvier 2012 par la Swiss Football League (SFL). Xamax ne participe plus à la Super League où il occupait la 4e place en décembre 2011. La SFL justifie cette décision par les retards dans le paiement des salaires de joueurs et par la non-présentation des documents financiers.
Bulat Chagaev libère les joueurs de l’équipe première le 24 janvier 2012. Deux jours plus tard, le club dépose le bilan12. Dans la foulée, la justice neuchâteloise prononce la faillite de Neuchâtel Xamax,.

## Neuchâtel Xamax FCS (depuis 2013)

### La fusion avec le FC Serrières (depuis 2013)
Après la faillite qui a dévasté Neuchâtel Xamax au début de l’année 2012, le mouvement junior est sauvé par la Fondation Gilbert Facchinetti et une 1re équipe est remise sur pied par un comité, le président Christian Binggeli et son fils Grégory, vice-président.

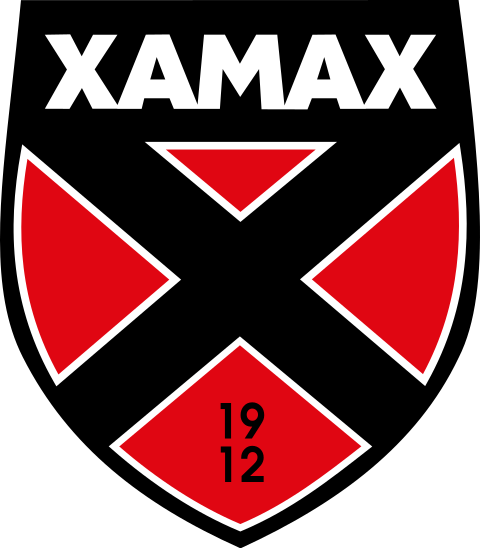
Logo de Neuchâtel Xamax 1912 entre 2012 et 2013.

Le 29 avril 2013, le FC Serrières fusionne avec Neuchâtel Xamax 1912 pour devenir Neuchâtel Xamax FCS.
À sa création, les dirigeants du nouveau club avaient comme objectif de faire revivre une 1re équipe afin que ses fans puissent continuer de vibrer pour elle. Cet objectif est atteint grâce à l'affluence au stade de la Maladière et parce que le club est passé de 2e ligue interrégionale à la Super League en 6 ans. En 2013, il est champion de 2e ligue interrégionale, champion de 1re ligue classique en 2014, champion de Promotion League en 2015, deux fois vice-champion de Challenge League en 2016 et en 2017 et c’est en 2018 que les Rouge et Noir retrouvent la Super League. Un record de promotions successives inégalé, à ce jour, en Suisse.
En 2019, après une saison passé en Super League, le club, avant-dernier, doit passer par les barrages, face au FC Aarau, pour se sauver. Neuchâtel Xamax FCS perd 0-4, à la maison, au match aller, mais retourne le score au match retour (4-0) et gagne au tir au but et se sauve, notamment grâce au seul arrêt de la série de tirs au but, arrêté par le gardien neuchâtelois Laurent Walthert.
Au milieu de la saison 2018-2019, Stéphane Henchoz remplace Michel Decastel (arrivé en 2015), jusqu'à la fin de l'année. Il est ensuite remplacé à la fin de l'année par Joël Magnin.

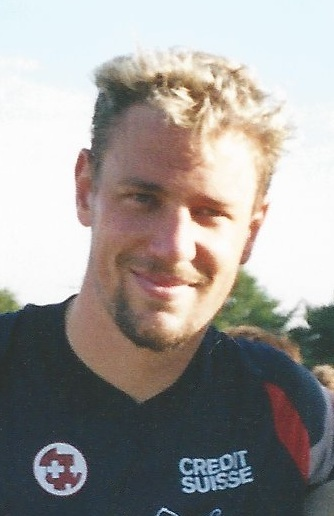
Stéphane Henchoz, joueur puis entraîneur de Neuchâtel Xamax FCS.

À la fin de la saison 2019-2020, le club termine dernier du championnat et relègue, 8 ans après la faillite du club, en Challenge League,,.

Le logo de Neuchâtel Xamax FCS de 2013, sa création à 2022.

Le 12 janvier 2021, Christian Binggeli, président ayant redressé le club après sa faillite, quitte la présidence pour la transmettre à, son actionnaire depuis 2020, Jean-François Collet.